# Francesco Sacrati
Francesco Sacrati (Roma, 1567 - Roma, 6 de setembro de 1623) foi um cardeal do século XVII

## Biografia
Nasceu em Ferrara em 1567. Filho do Marquês Tommaso Sacrati e Camilla Sacrati. De família nobre. Sobrinho de Ercole Sacrati, bispo de Comacchio. Irmão de Alfonso Sacrati, também bispo de Comacchio.
Estudou na Universidade de Bolonha (doutorado in utroque iure , direito canônico e civil).
Referendário dos Tribunais da Assinatura Apostólica da Justiça e da Graça, 1595. Governador de Fano, 5 de outubro de 1596. Auditor do Palácio Sagrado. Auditor da Sagrada Rota Romana, 25 de junho de 1599. Acompanhou o cardeal nipote Pietro Aldobrandini a Florença para receber a rainha Maria de Médici, esposa do rei Henrique IV da França, em 1600.
Eleito arcebispo titular de Damasco, em 5 de novembro de 1612. Consagrado, segunda-feira, 31 de dezembro de 1612, capela Sistina, Roma, pelo cardeal Scipione Caffarelli-Borghese, auxiliado por Fabio Blondus de Montealto, patriarca latino titular de Jerusalém, e por Vulpiano Volpi, arcebispo de Chieti. Prefeito da Dataria Apostólica, 12 de fevereiro de 1621.
Criado cardeal sacerdote no consistório de 19 de abril de 1621; recebeu o chapéu vermelho e o título de S. Matteo em Merulana, 17 de maio de 1621. Comandante da Soberana Ordem de Malta, julho de 1621. Abade commendatario de S. Giovanni di Castagneto (Reggio di Calabria), 22 de março de 1622. Transferido à sé de Cesena, em 23 de maio de 1622. Participou do conclave de 1623, que elegeu o Papa Urbano VIII.
Morreu em Roma em 6 de setembro de 1623. Sepultado na igreja de S. Maria dell'Anima, Roma